# Дельбегетей
Дельбегете́й (каз. Делбегетей) — село у складі Жарминського району Абайської області Казахстану. Входить до складу Суикбулацької селищної адміністрації.
Населення — 15 осіб (2021; 137 у 2009, 151 у 1999, 191 у 1989).
Національний склад станом на 1989 рік:
- казахи — 100 %